# Euthymios von Tarnowo
Euthymios von Tarnowo (bulgarisch Свети Евтимий Търновски, engl. Transkription: Sveti Evtimiy Tarnovski; * ca. 1320–1330 in Tarnowo; † ca. 1402–1404) war von 1375 bis 1393 Patriarch der Bulgarisch-Orthodoxen Kirche. Er war ein Vertreter des Hesychasmus.

## Frühe Jahre
Euthymios wurde um 1320–1330 in Tarnowo geboren. Er stammte aus der vornehmen Familie Zamblakowzi. Schon recht früh trat er als Mönch im Kloster ein. Er lernte zuerst in den zahlreichen Klöster um Tarnowo. Einer seiner Lehrer war Teodossi von Tarnowo.

## Belagerung von Tarnowo 1393
Im Frühling 1393 führte er, in Abwesenheit des bulgarischen Zaren Iwan Schischman, den Widerstand der damaligen bulgarischen Hauptstadt Weliko Tarnowo gegen den Türkenführer Süleyman Çelebi, Sohn des Sultans Bayezid I.
Nach dem Fall der Stadt wurden von den Osmanen 110 Honoratioren enthauptet, jedoch blieb dieses Schicksal Euthymios erspart. Er wurde nach Makedonien verbannt, möglicherweise ins Kloster Batschkowo. Hier starb er ca. 1402–1404. Mit seinem Tod verlor die bulgarische Kirche ihre Autonomie und wurde dem Patriarchat in Konstantinopel unterstellt. Euthymios wurde später von der bulgarisch-orthodoxen Kirche zum Heiligen erklärt.
Im Jahre 1371 legte er den Grundstein der berühmten Schriftschule von Tarnowo.